# IZY
IZY was een low-costhandelsmerk van Thalys. De hogesnelheidstreindienst reed tot 10 juli 2022 tussen Brussel en Parijs. De eerste rit werd op 3 april 2016 verreden.
IZY-treinen reden enkele keren per dag non-stop tussen Brussel-Zuid en Paris-Nord, waarbij de gemiddelde reistijd 2 uur en 15 minuten was. Het verschil in reisduur met de Thalys, die elk uur (soms 2×/u) dezelfde afstand aflegt in maximaal 1uur en 20 minuten, kwam doordat de IZY in Frankrijk grotendeels het klassieke spoornetwerk gebruikte, in plaats van de hogesnelheidslijn. De IZY reed tussen Brussel en Rijsel 300 km/u op de HSL 1, terwijl hij tussen Rijsel en Parijs aan aanzienlijk lagere snelheden reed dan de Thalys op de LGV Nord.
Aanvankelijk werden twee SNCF-treinstellen van het type TGV Réseau (de stellen met nummers 4521 en 4551), elk met 393 plaatsen, voorbehouden voor de IZY-dienst. Ze waren herkenbaar door hun uiterlijk in wit en appelgroen met een klein paars accent, conform het IZY-logo. Vanaf 12 juni 2017 was enkel stel 4551 in dienst voor IZY. In 2019 werd deze vervangen door TMST-stel 3224/3213 (ex-Eurostar).
In 2021 werd het TMST-treinstel afgeschreven vanwege de vergevorderde staat van degradatie met de aanwezigheid van corrosie en waterinfiltratie, maar ook vanwege kostbare en moeizame onderhoudsmoeilijkheden, de COVID-19-pandemie en de financiële gevolgen daarvan ook gemotiveerd om hiervan af te scheiden trein. Izy-treinen reden nu met TGV PBA- en TGV PBKA-treinen van de Thalys-vloot totdat de Izy-dienst op 10 juli 2022 werd stopgezet.
Op 17 mei 2022 kondigde Thalys aan per 10 juli 2022 te zullen stoppen met de IZY-treindienst.

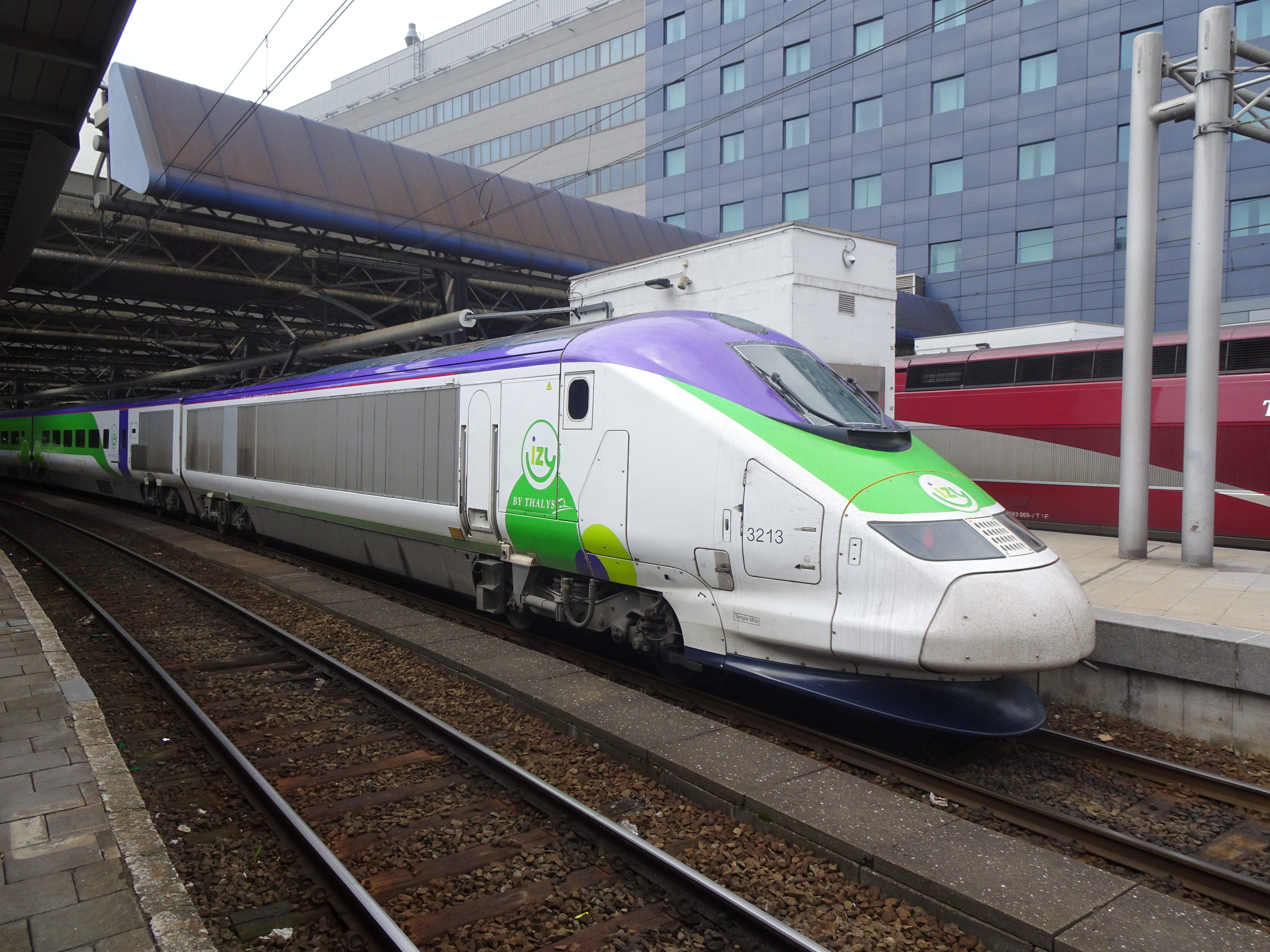
IZY-trein (ex-Eurostar) in Brussel-Zuid
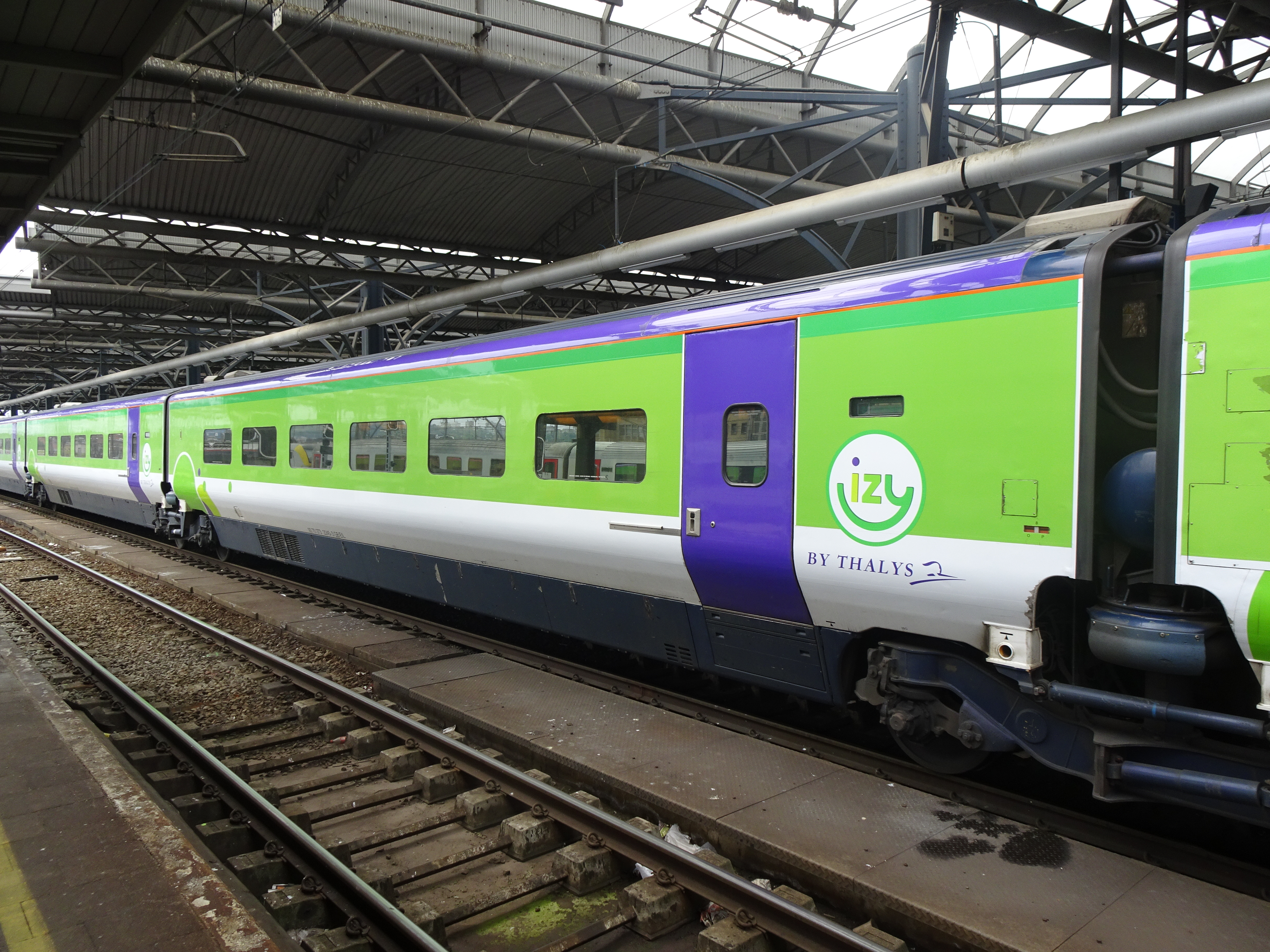
IZY-rijtuig (ex-Eurostar) in Brussel-Zuid
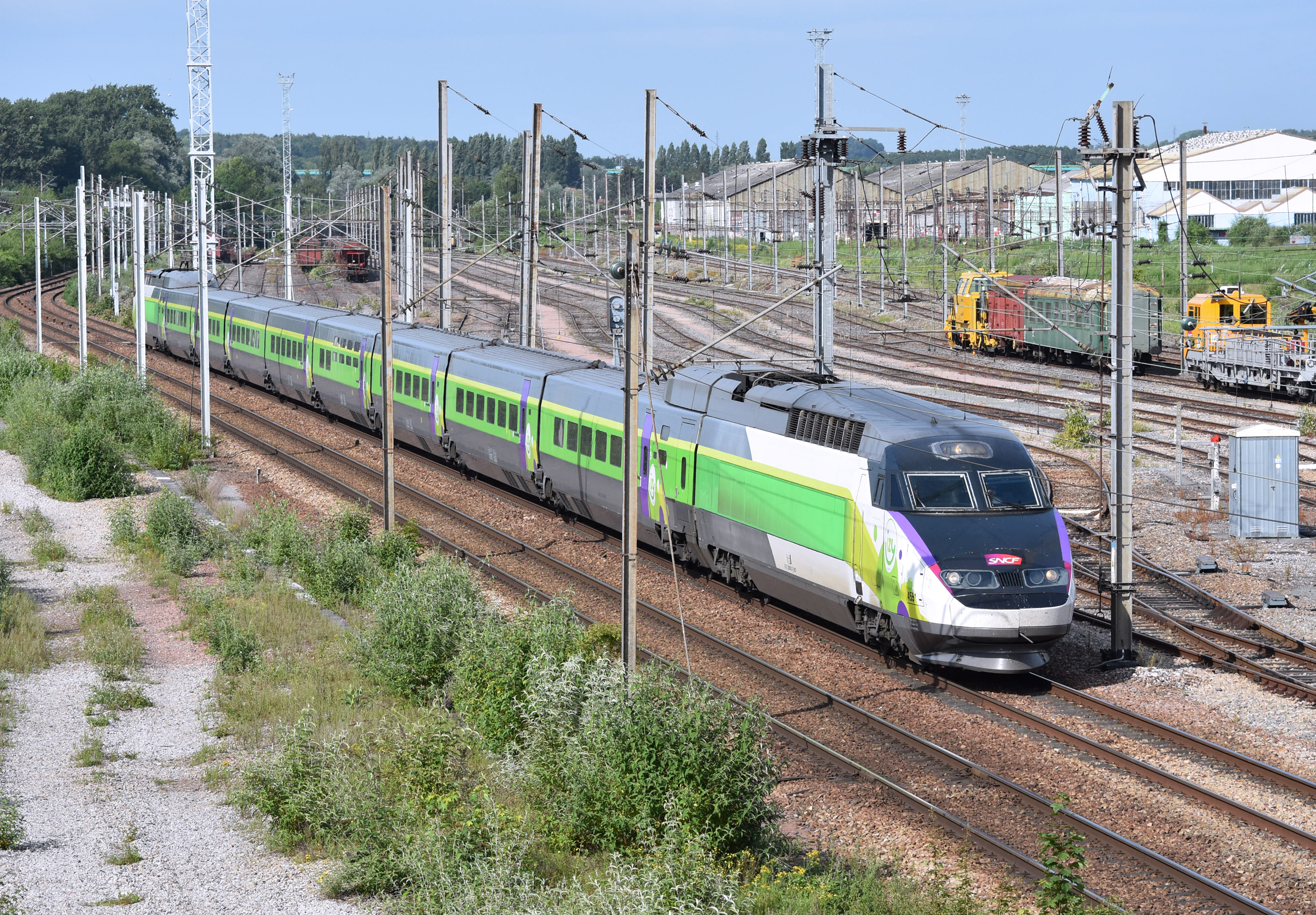
IZY-trein (ex-TGV Réseau)

## Link
- Website IZY